# Stenochilidae
Stenochilidae Thorell, 1873 è una famiglia di ragni appartenente all'infraordine Araneomorphae.

## Etimologia
Il nome deriva dal greco στενός (stenòs, stretto) e χεἳλος (chèilos, labbro). Nello specifico si riferisce ai cheliceri, di forma sottile e con una stenosi all'altezza dell'embolus. Il nome viene completato dal suffisso -idae, che designa l'appartenenza ad una famiglia.

## Caratteristiche
Sono ragni sprovvisti di cribellum e tessono la tela in un unico, sottile filo.

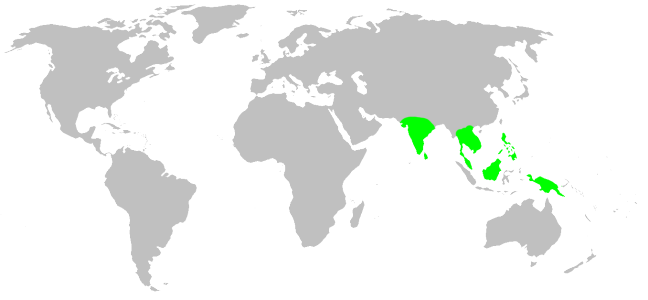
Stenochilidae, distribuzione

## Distribuzione
Diffusi in India, penisola indocinese, Filippine e isole maggiori dell'Indonesia.

## Tassonomia
Attualmente, a novembre 2020, si compone di due generi e 13 specie:
- Colopea Simon, 1893 - Asia sudorientale (Thailandia, Myanmar, Malaysia, Singapore, Filippine, Vietnam), Indonesia (Bali, Nuova Guinea, Borneo), Cina, isole Figi
- Stenochilus O. P.-Cambridge, 1870 - India, Sri Lanka, Asia sudorientale (Myanmar, Cambogia)